# Drapeau de l'Alberta
Le drapeau de l'Alberta est l'emblème de la province canadienne de l'Alberta, adopté le 1er juin 1968.

## Description
Le drapeau est bleu avec les proportions 2:1, frappé de l'écu des armoiries provinciales en son centre. La hauteur de l'écu est de 7/11 celle du drapeau.
Les couleurs provinciales, adoptées en 1984, sont bleu et or (jaune foncé) ; on les appelle également "bleu Alberta" et "or Alberta", apparaissant sur l'écu (le ciel en arrière-plan et le champ de blé à l'avant-plan, respectivement).